# Etlingera fimbriobracteata
Etlingera fimbriobracteata är en enhjärtbladig växtart som först beskrevs av Karl Moritz Schumann, och fick sitt nu gällande namn av Rosemary Margaret Smith. Etlingera fimbriobracteata ingår i släktet Etlingera och familjen Zingiberaceae. Inga underarter finns listade i Catalogue of Life.